# Gobiesox maeandricus
Gobiesox maeandricus — вид риб родини Присоскоперові (Gobiesocidae). Вид зустрічається на сході Тихого океану біля західного узбережжя Північної Америки від Каліфорнійського півострова до Аляски на глибині до 8 м. Риба сягає завдовжки 16 см.